# Luusuanjärvi
Luusuanjärvi är en sjö i kommunen Kemijärvi i landskapet Lappland i Finland. Sjön ligger 146,1 meter över havet. Arean är 1,19 kvadratkilometer.  Den  ingår i Kemi älvs huvudavrinningsområde.  Sjön ligger omkring 71 kilometer öster om Rovaniemi och omkring 710 kilometer norr om Helsingfors. 
I sjön finns ön Maununsaari. Nordöst om Luusuanjärvi ligger Suinanjoki och sydväst om Luusuanjärvi ligger Karjakanselkä. 